# 旧五輪教会堂

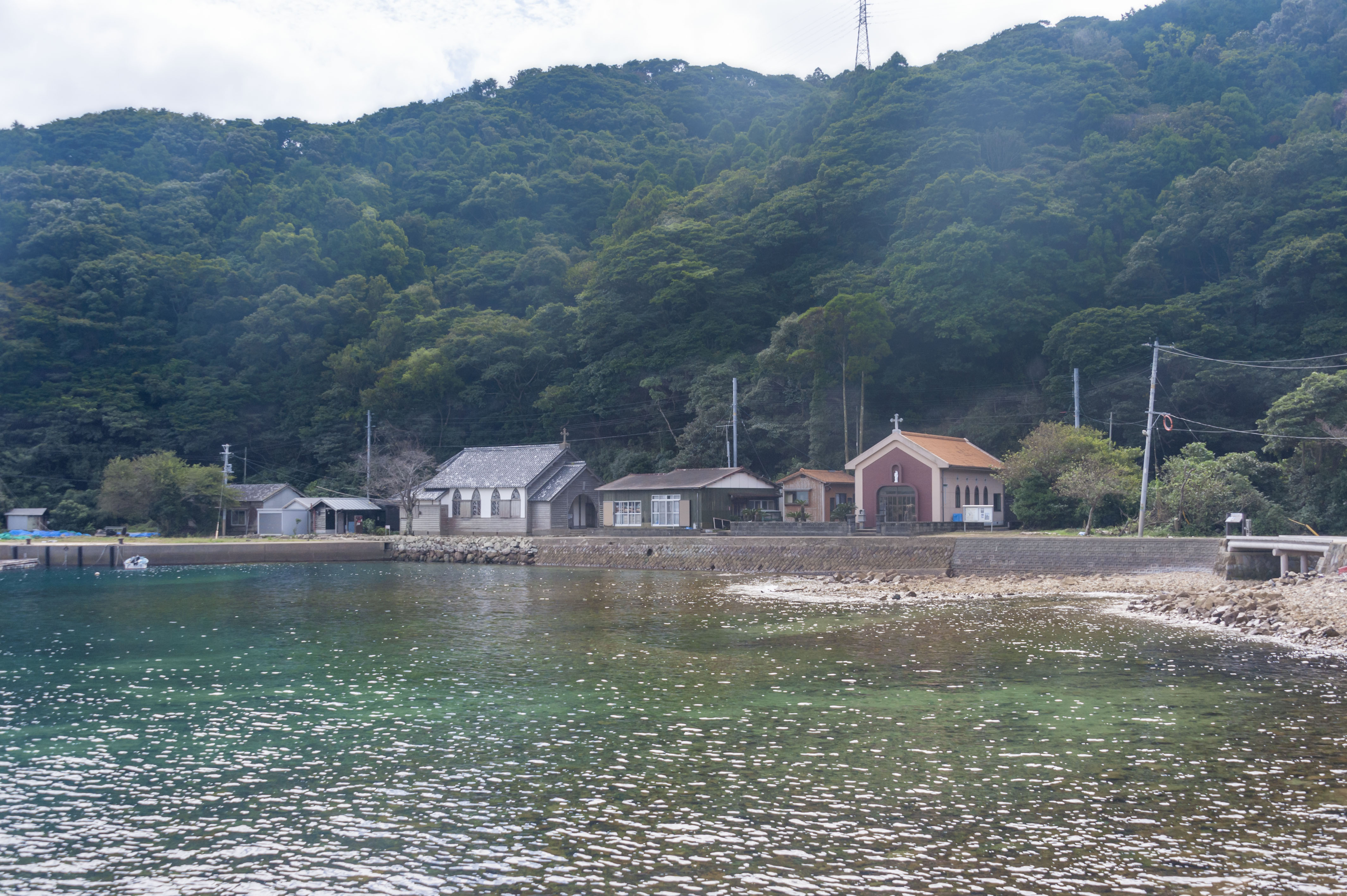
新旧聖堂のある五輪港の様子

旧五輪教会堂（きゅうごりんきょうかいどう）は、長崎県五島市の久賀島にあるキリスト教（カトリック教会）の教会堂（聖堂）である。1881年（明治14年）にカトリック浜脇教会の教会堂として建てられ、1931年（昭和6年）に新教会を建てる際に五輪集落で譲り受ける形となり、解体して船で運んで移築復元を行なった。以後50年ほど五輪地区と蕨小島における信仰の場であった。その後老朽化に伴い1984年（昭和59年）に新しい教会堂を建てるため解体される予定が立てられたが、日本の建築様式を知る上で貴重なものであるとして解体は中止され、翌年に長崎県の有形文化財に指定された。県の文化財課による現地調査が12月に行われ、更にこれ以前にも九州大学が調査を行なっていたため、翌年2月という早い時期に文化財指定が行われている。新しい教会堂は同じ集落内のすぐ近くにあるイワシ缶詰工場の跡地に建設された。
更にその後1999年に平成11年に国の重要文化財に指定され、ユネスコの世界遺産（文化遺産）候補で2018年に登録審査が決まり、同年6月30日に世界遺産登録が決定した「長崎と天草地方の潜伏キリシタン関連遺産」を構成する「久賀島の集落」に包括される教会である。
1985年（昭和60年）、隣接地にカトリック五輪教会が建てられたことにより福江市（現在は五島市）に寄贈され、保存公開されている。

## 教会の保護者
- 聖ヨゼフ

## 沿革
- 1881年（明治14年）4月20日 - 久賀島で最初の教会堂であるカトリック浜脇教会が完成。
- 1931年（昭和6年） - 浜脇教会の改築に伴い、浜脇教会の旧教会堂を解体。その資材を五輪地区へ運び、旧五輪教会を建設。
- 1985年（昭和60年）2月14日 - 長崎県の有形文化財に指定。
- 1985年6月23日 - 旧聖堂のすぐ右側に新聖堂建設、献堂（新聖堂は原則として非公開）。
- 1999年（平成11年）5月13日 - 旧五輪教会堂が国の重要文化財に指定される[4][5]。
- 2015年（平成27年）10月1日 - 拝観が事前予約制となる。
- 2016年（平成28年） - 世界遺産としては「禁教期に焦点を絞るべき」との指摘をうけ推薦が一旦取り下げられ、対応を協議し再推薦は決まったが禁教期を象徴する「久賀島の集落」に包括する扱いとなった。
- 2018年（平成30年）6月30日 - 世界遺産登録が決定[6][7]。

## 建物概要
- 木造平屋
- リブ・ヴォールト天井
- 設計、施工：不詳

設計者の正式な記録はないが、田ノ浦に住む平山という大工によって建てられたと見られている。
外観は日本家屋の形態を取りつつ、内観は初期教会堂建築の特徴を持つ建築物となっている。玄関部には両開き板戸の中央出入り口と片開き板戸の左右出入り口から構成される。会堂部側面の窓は壁体の中に引き戸が入り込む形式を取る。
1881年に建設された旧教会堂は、長崎県にある教会堂としては大浦天主堂（国宝）に次ぐ古さを持つ木造教会であり、移築の際に著しい改変を施していないため全体として創建当時の形態を留めている。ただし、玄関部や主祭壇後方の廊下など、一部の形態が浜脇所在当時の古写真と比較したときとは異なっており、移築の際に正面玄関の付加と祭壇背後の下屋の拡張が行われた可能性があると見られている。

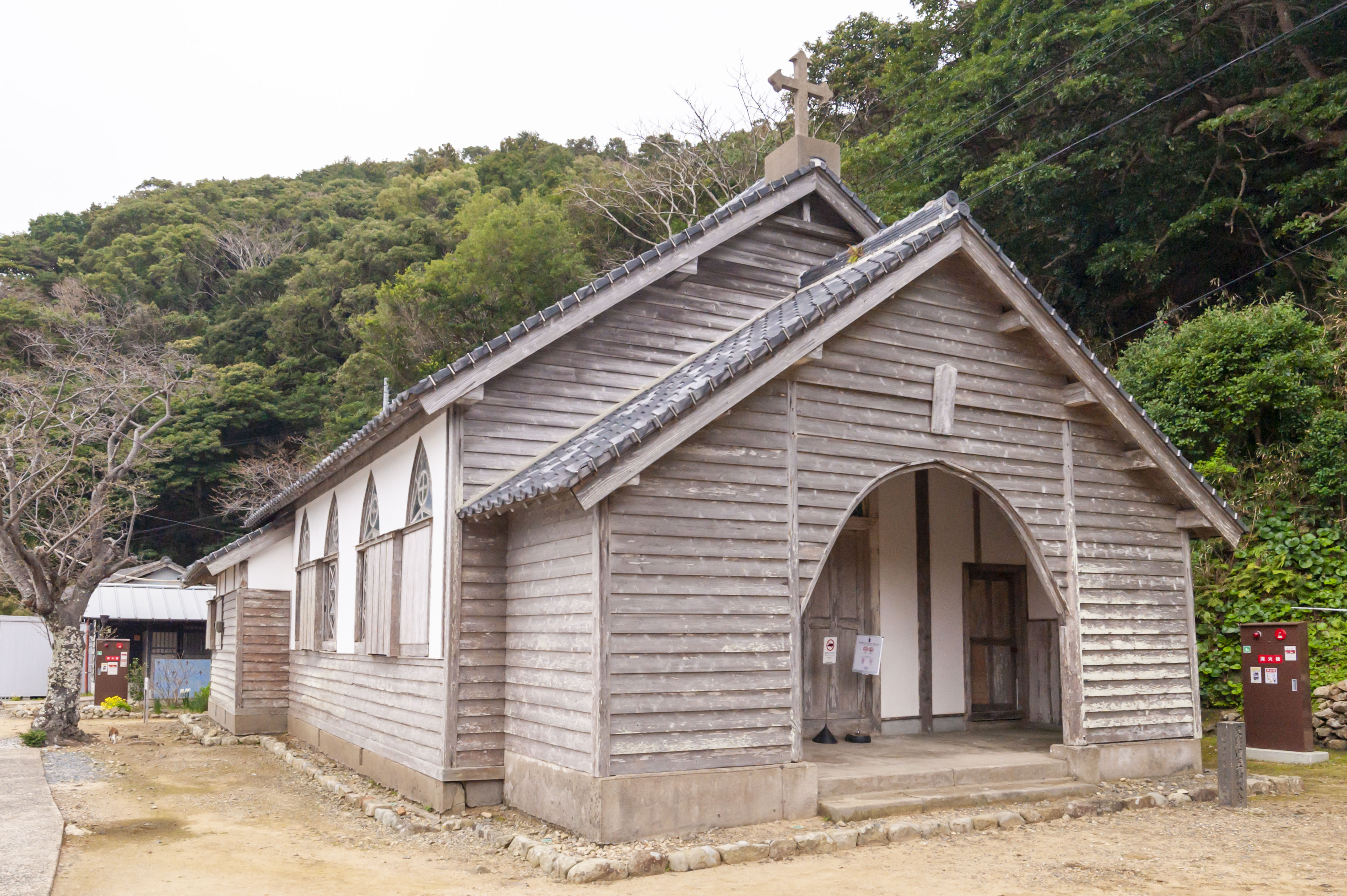
旧聖堂外観
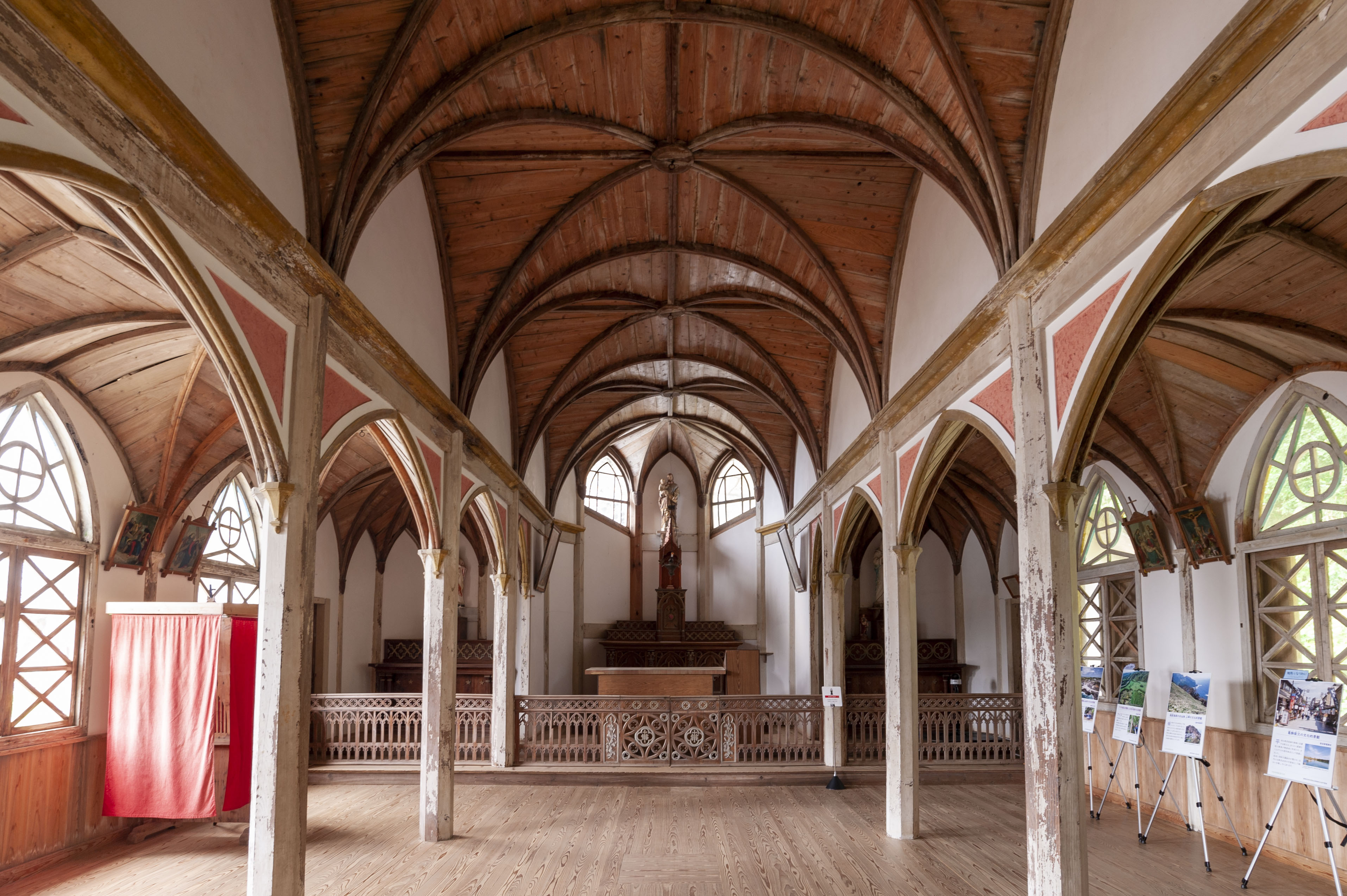
旧聖堂内部
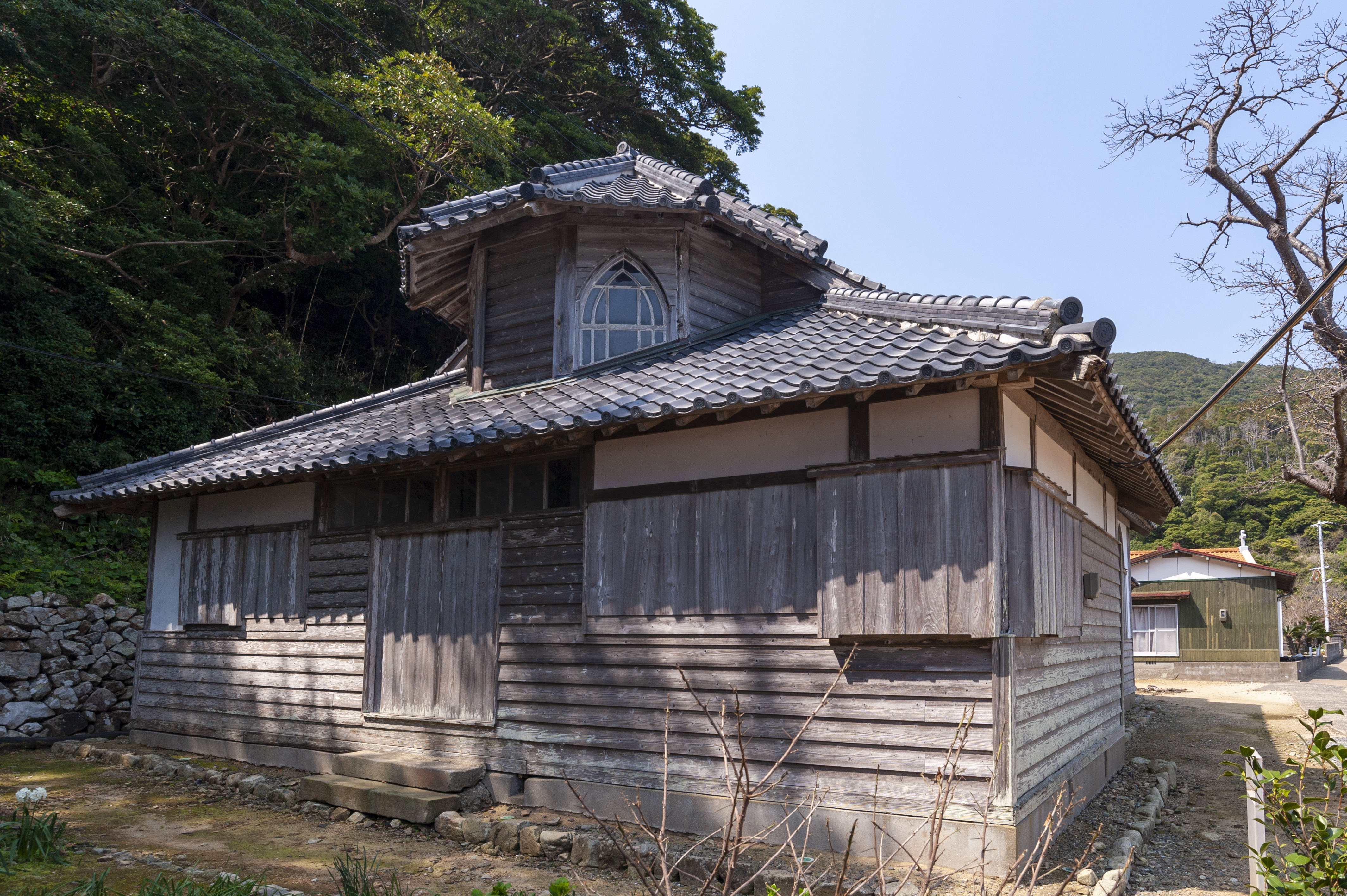
旧聖堂背面

## 所在地
〒 853-2172 長崎県五島市蕨町993-11
所在地の久賀島自体が二次離島であるため福江港から船の乗り継ぎ以外にアクセス手段はない。また、教会のある五輪港の集落は直接車で乗り付けることができない。このため浜脇港または田ノ浦港に上陸して車またはタクシーで移動して途中から徒歩で行くか、海上タクシーで直接乗り付けるかのいずれの手段となる。